# Łososiowate
Łososiowate (Salmonidae) – rodzina ryb łososiokształtnych (Salmoniformes). Większość gatunków to ryby anadromiczne, spędzające część życia w wodach morskich, tarło odbywają w rzekach i strumieniach. Niektóre są słodkowodne. Mają duże znaczenie gospodarcze.
Do łososiowatych zaliczane są łososie, trocie, pstrągi, palie oraz ryby wcześniej wyodrębniane w rodzinie siejowatych (Coregonidae).
Łososiowate były dawniej zaliczane w randze podrzędu Salmonoidei (łososiowce) do ryb śledziokształtnych (Clupeiformes). Są znane ze śladów kopalnych od miocenu.

## Zasięg występowania
Półkula północna – wody przybrzeżne i lądowe Ameryki Północnej (po Meksyk), Europy, północnej Afryki (góry Algierii i Maroko) oraz Azji (po Tajwan). Introdukowana w wielu regionach poza naturalnym zasięgiem występowania (m.in. Australia, Nowa Zelandia, jezioro Titicaca w Ameryce Południowej i południowa Afryka).
Do ichtiofauny Polski zaliczono kilkanaście gatunków z tej rodziny.

## Cechy charakterystyczne
| Łosoś szlachetny                                 |
| Pstrąg tęczowy (Oncorhynchus mykiss)             |
| Północnoamerykański podgatunek pstrąga tęczowego |
| Troć (Salmo trutta)                              |
| Keta (Oncorhynchus keta)                         |

- linia boczna pełna[2]
- krótka płetwa grzbietowa położona w połowie długości grzbietu, nad płetwami brzusznymi, w podrodzinie lipieniowatych zawiera ponad 17 promieni, u pozostałych mniej niż 17[2]
- duży otwór gębowy wyposażony w liczne zęby – w szczękach i na kościach podniebienia
- występuje płetwa tłuszczowa
- łuski małe, cykloidalne
- na skórze charakterystyczne, czarne i czerwone plamki
- jednokomorowy pęcherz pławny połączony z przełykiem, nie ma połączenia z uchem
- żołądek w postaci rozszerzonego jelita[2]

Wiele gatunków jest zewnętrznie bardzo do siebie podobnych, rozróżnianych po szczegółach budowy wewnętrznej, uzębieniu, kształcie szczęk itp. cechach. Tkanka tłuszczowa gatunków odżywiających się szczętkami z rodziny Euphausiidae ma barwę pomarańczową, w odróżnieniu od srebrzystobiałej tkanki większości ryb.

## Systematyka
Systematyka rodziny jest nieustalona. Od wielu lat prowadzone są intensywne badania zmierzające do wyjaśnienia relacji pokrewieństwa w tej grupie ryb. Większość taksonomów dzieli łososiowate na trzy podrodziny: 
- Coregoninae – siejowate
- Thymallinae – lipieniowate
- Salmoninae – łososie

Wcześniej wszystkie były klasyfikowane w randze odrębnych, ale blisko spokrewnionych rodzin, następnie zostały połączone jako Salmonidae. Niektórzy autorzy proponują przywrócenie wymienionych podrodzin do rangi rodzin (m.in. Johnson i Patterson, Sanford oraz Reszetnikow).

## Klasyfikacja
Rodzaje zaliczane do tej rodziny:
Brachymystax — Coregonus  — Hucho — Oncorhynchus — Parahucho — Prosopium  — Salmo — Salvelinus — Salvethymus — Stenodus  — Thymallus

## Znaczenie gospodarcze
Łososiowate są cenione ze względu na smaczne mięso o dużej zawartości tłuszczu oraz ikrę, z której produkowany jest czerwony kawior. Są poławiane gospodarczo na dużą skalę, a także sportowo – w wędkarstwie.  Ryby te spożywane są w stanie świeżym, wędzone, solone oraz w konserwach.